# Valle del Tiétar
Valle del Tiétar este o arie protejată (arie specială de conservare — SAC, sit de importanță comunitară — SCI) din Spania întinsă pe o suprafață de 63.308,23 ha, integral pe uscat.

## Localizare
Centrul sitului Valle del Tiétar este situat la coordonatele 40°14′10″N 4°52′33″W / 40.2362°N 4.8759°V.

## Înființare
Situl Valle del Tiétar a fost declarat sit de importanță comunitară în august 2000 pentru a proteja 2 specii de plante și 26 de specii de animale. Situl a fost protejat și ca arie specială de conservare în septembrie 2015.

## Biodiversitate
Situată în ecoregiunea mediteraneană, aria protejată conține 32 de habitate naturale: Pajiști umede mediteraneene cu ierburi înalte de Molinio-Holoschoenion, Râuri mediteraneene cu debit permanent și vegetație de Glaucium flavum, Pajiști cu Molinia pe soluri calcaroase, turboase sau argilos-nămoloase (Molinion caeruleae), Păduri de Castanea sativa, Grohotișuri termofile și vest-mediteraneene, Pante stâncoase silicioase cu vegetație casmofită, Roci stâncoase cu vegetație pionieră de Sedo-Scleranthion sau Sedo albi-Veronicion dillenii, Fânețe de joasă altitudine (Alopecurus pratensis, Sanguisorba officinalis), Păduri de pin (sub-) mediteraneene cu pini negri endemici, Lande oro-mediteraneene cu formațiuni endemice de grozamă, Pajiști alpine și boreale, Lacuri eutrofice naturale cu vegetație de tip Magnopotamion sau Hydrocharition, Mlaștini turboase de tranziție și turbării mișcătoare, Râuri mediteraneene cu debit permanent cu specii de Paspalo-Agrostidion și galerii riverane de Salix și de Populus alba, Dehesas cu Quercus spp. perene, Iazuri temporare mediteraneene, Pajiști uscate europene, Formațiuni montane de Cytisus purgans, Tufărișuri termo-mediteraneene și de pre-deșert, Păduri de Quercus ilex și Quercus rotundifolia, Râuri cu maluri nămoloase cu vegetație de Chenopodion rubri p.p. și Bidention p.p., Galerii și tufărișuri riverane sudice (Nerio-Tamaricetea și Securinegion tinctoriae), Pajiști oro-iberice cu Festuca indigesta, Păduri termofile cu Fraxinus angustifolia, Păduri de Quercus suber, Liziere de ierburi înalte hidrofile de câmpie și de nivel montan până la alpin, Păduri de stejar galițio-portugheze cu Quercus robur și Quercus pyrenaica, Matorral arborescenți cu Juniperus spp., Păduri de pin mediteraneene cu pini mezogeni endemici, Pseudostepă cu ierburi și specii anuale de Thero-Brachypodietea, Formațiuni ierboase bogate în specii de Nardus, dezvoltate pe substraturi silicioase în zone montane (și în zone submontane, în Europa continentală), Păduri aluvionare cu Alnus glutinosa și Fraxinus excelsior (Alno-Padion, Alnion incanae, Salicion albae).
La baza desemnării sitului se află mai multe specii protejate:
- plante (2): Festuca elegans, Veronica micrantha
- amfibieni (1): Discoglossus galganoi
- mamifere (13): lupul (Canis lupus), Galemys pyrenaicus, vidră de râu (Lutra lutra), râs iberic (Lynx pardinus), Microtus cabrerae, liliac cu aripi lungi (Miniopterus schreibersii), liliac cu urechi de șoarece (Myotis blythii), liliac cărămiziu (Myotis emarginatus), liliac comun (Myotis myotis), liliacul mediteranean cu potcoavă (Rhinolophus euryale), liliacul mare cu potcoavă (Rhinolophus ferrumequinum), liliacul mic cu potcoavă (Rhinolophus hipposideros), liliacul cu potcoavă a lui méhely (Rhinolophus mehelyi)
- nevertebrate (4): croitorul mare al stejarului (Cerambyx cerdo), fluturele auriu (Euphydryas aurinia), Euplagia quadripunctaria, rădașcă (Lucanus cervus)
- pești (4): Cobitis paludica, Pseudochondrostoma polylepis, Rutilus alburnoides, Rutilus lemmingii
- reptile (4): țestoasa de baltă (Emys orbicularis), Iberolacerta monticola, Lacerta schreiberi, Mauremys leprosa

Pe lângă speciile protejate, pe teritoriul sitului au mai fost identificate 23 de specii de plante, 11 specii de amfibieni, 15 specii de mamifere, 4 specii de nevertebrate, 2 specii de pești, 4 specii de reptile.